# Torbda maculipennis
Torbda maculipennis là một loài tò vò trong họ Ichneumonidae.